# Karl Friedrich August Kahnis
Karl Friedrich August Kahnis (ur. 22 grudnia 1814 w Greizu, zm. 20 czerwca 1888 w Lipsku) – niemiecki teolog luterański.

## Życiorys
Karl Friedrich August Kahnis pochodził z ubogiej rodziny, jednak zdobył wykształcenie średnie w miejskim gimnazjum i po kilku latach pracy jako prywatny nauczyciel podjął studia teologiczne na Uniwersytecie w Halle. Początkowo był heglistą, jednak później stwierdził, że myśl Hegla nie wyjaśnia pozycji jednostki, osobowości i wpływu chrześcijaństwa, dlatego stał się ortodoksyjnym luteraninem. Na zaproszenie E. W. Hengstenberga udał się do Berlina, gdzie jego wykładowcami były takie osoby jak August Neander, Philip Marheineke czy August Twesten. Polemizował z twierdzeniami D. W. Straussa. W 1842 roku został Privatdozentem i przez następne dwa lata był silnie związany z Neandrem, Steffensem i kręgiem romantyków związanych z Ludwigiem von Gerlachem. W 1844 roku został profesorem nadzwyczajnym na Uniwersytecie Wrocławskim, gdzie miał reprezentować stronnictwo ortodoksyjne, jednak jego wykład inauguracyjny De Spiritus Sancti persona odchodził od doktryny trynitarnej – według Kahnisa Syn stał poniżej Ojca, a Duch Święty stał poniżej nich, nie będąc osobą, lecz łączącą Ojca i Syna zasadą życia. Ta śmiałość na polu teologii wpłynęła na jego późniejszy rozwój. Jego praca akademicka napotykała problemy z powodu braku porozumienia z kolegami, dlatego poświęcił się twórczości teologicznej. Jego praca Lehre vom heiligen Geiste nie odcinała się od poglądów wyrażonych w wykładzie, ale wyrażała protest przeciwko liberalizmowi tamtych czasów.
Podczas rewolucji 1848 roku Kahnis wspierał króla i stary ład. W jej wyniku doszedł do wniosku, że tylko ścisła ortodoksja może ocalić wiarę, i stopniowo zaczął sprzeciwiać się unii kościelnej luteranów z ewangelikami reformowanymi, opowiadając się za wiernością wyznaniom luterańskim. Ponieważ uważał, że nie zajmują one odpowiedniego miejsce w Kościele unijnym, w listopadzie 1848 roku dołączył do staroluteranów. Czyn ten jeszcze bardziej utrudnił jego pracę akademicką. W 1850 objął posadę na Uniwersytecie w Lipsku, gdzie zastąpił Adolfa Harlessa na katedrze teologii dogmatycznej, później wykładał również historię Kościoła. Jego praca uniwersytecka była owocna, ale nie odpowiadały mu tendencje panujące na uczelni; nie przyjął jednak złożonego w 1856 roku zaproszenia do Erlangen, gdyż nie otrzymał zapewnienia, że posadę po nim obejmie osoba o podobnych poglądach. Tegoż roku dołączył do niego Christoph Ernst Luthardt, wcześniej pracujący w Marburgu, a w 1867z Erlangen do Lipska przeniósł się Franz Delitzsch. Stworzyli oni pewnego rodzaju triumwirat, dzięki czemu poziom lipskiego wydziału teologii znacząco wzrósł. Obok działalności naukowej, Kahnis zajmował się także działalnością praktyczną. W latach 1851–1857 był członkiem organu misyjnego, w latach 1853–1857 redagował pismo „Sächsische Kirchen- und Schulblatt” a w latach 1866–1875 był jednym z redaktorów „Niednersche Zeitschrift für historische Theologie”. W latach tych wdał się w spór z K. I. Nitzschem na temat unii, w którym stawiał zarzut, że jedność instytucjonalna nie jest oparta na rzeczywistej jedności doktrynalnej.
W 1860 roku Kahnis został kanonikiem katedry w Miśni, a w latach 1864–1865 był rektorem Uniwersytetu Lipskiego. Już wcześniej jednak zmienił swe poglądy, kierując się w stronę racjonalizmu, odrzucając wcześniejsze podejście do natchnienia Pisma Świętego, uznając potrzebę postępu doktrynalnego i kładąc nacisk na ludzką naturę i naturalną moralność. Problemem, który poruszył w dziele Lutherische Dogmatik, było wyprowadzenie teologii luterańskiej z podstawowej zasady o usprawiedliwieniu z wiary i wyłącznym autorytecie Pisma Świętego. Zdaniem Kahnisa natura chrześcijaństwa polegała na wspólnocie zbawienia pomiędzy człowiekiem a Bogiem, nawiązywanej poprzez Chrystusa i Ducha Świętego; szukał potwierdzenia tego poglądu w historii, filozofii i doświadczeniu życiowym. Kontrowersje wzbudził jednak nie tyle sam system teologiczny, co liberalne podejście do zagadnień związanych z krytyką Nowego Testamentu, gotowość do przyjęcia wszystkich współczesnych teorii, modyfikacja doktryny natchnienia i odejście od dogmatów Kościoła, takich jak natura Trójcy czy Wieczerzy Pańskiej. Wielu, w tym Hengstenberg, zarzucało Kahnisowi odejście od wiary. W późniejszym okresie zajął się przede wszystkim badaniami historycznymi, gdzie wpływ współczesności był już mniej widoczny. 

## Wybrane dzieła
- Dr. Ruge und Hegel: Ein Beitrag zur Würdigung Hegelscher Tendenzen (Quedlinburg, 1838)
- Die moderne Wissenschaft des Dr. Strauss und der Glaube unserer Kirche (Berlin, 1842)
- Lehre vom heiligen Geiste (Halle, 1847)
- Lehre vom Abendmahle (Leipzig, 1851)
- Der innere Gang des deutschen Protestantismus seit Mitte des vorigen Jahrhunderts (Leipzig, 1854)
- Lutherische Dogmatik (3 tomy, Leipzig, 1861–1868)
- Christentum und Luthertum (Leipzig, 1871)
- Deutsche Reformation (Leipzig, 1872)
- Gang der Kirche in Lebensbildern (1887)